# Leichtathletik-Europameisterschaften 1946/Stabhochsprung der Männer

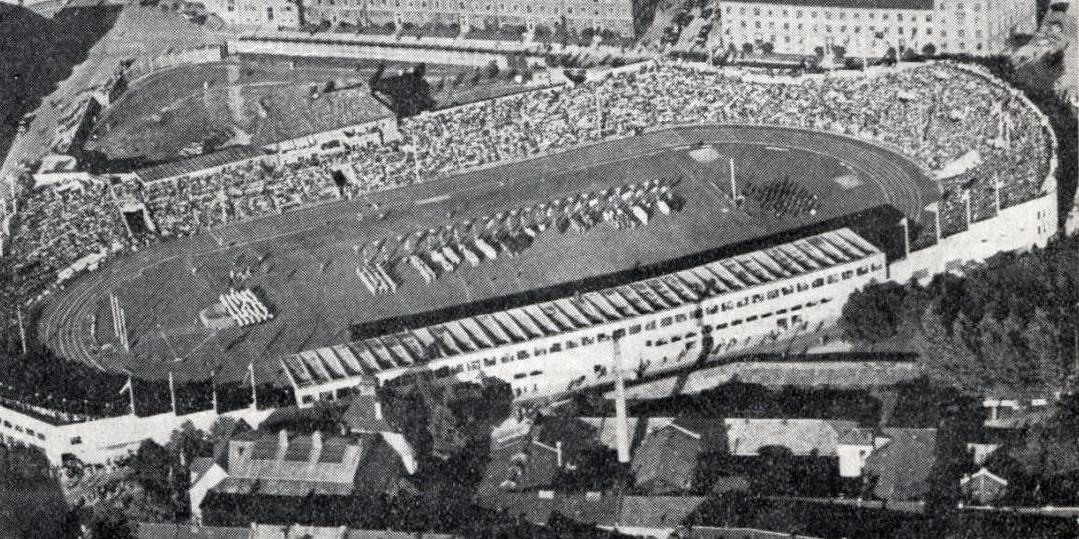
Das Bislett-Stadion in Oslo kurz nach den Europameisterschaften

Der Stabhochsprung der Männer bei den Leichtathletik-Europameisterschaften 1946 wurde am 25. August 1946 im Bislett-Stadion der norwegischen Hauptstadt Oslo ausgetragen.
Europameister wurde der Schwede Allan Lindberg. Auf den zweiten Platz kam Nikolai Osolin aus der Sowjetunion. Der Tschechoslowake Jan Bém gewann die Bronzemedaille.

## Rekorde

### Bestehende Rekorde
| Weltrekord           | 4,77 m | Cornelius Warmerdam | Modesto, USA         | 23. Mai 1942       |
| Europarekord         | 4,27 m | Erling Kaas         | Oslo, Norwegen       | 23. September 1939 |
| Meisterschaftsrekord | 4,05 m | Karl Sutter         | EM Paris, Frankreich | 3. September 1938  |

### Rekordverbesserungen
Der bestehende EM-Rekord im Wettkampf am 25. August insgesamt fünfmal gesteigert:
- 4,10 m – Nikolai Osolin, Sowjetunion
- 4,10 m – Jan Bém, Tschechoslowakei
- 4,10 m – Erling Kaas, Norwegen
- 4,10 m – Allan Lindberg, Schweden
- 4,17 m – Allan Lindberg, Schweden

## Durchführung
In den Quellenangaben (europäischer Leichtathletikverband EAA sowie bei todor66) mit dem Stabhochsprung-Resultat findet sich nur jeweils eine Ergebnisliste mit dem Finalresultat für alle Teilnehmer. Demnach sind alle zehn Stabhochspringer gemeinsam in einer Gruppe zum Finale angetreten.

## Legende
Kurze Übersicht zur Bedeutung der Symbolik – so üblicherweise auch in sonstigen Veröffentlichungen verwendet:
| – | verzichtet   |
| o | übersprungen |
| x | ungültig     |

## Finale
25. August 1946
| Platz | Name             | Nation           | 3,60 m | 3,80 m | 3,90 m | 4,00 m | 4,10 m | 4,17 m  | 4,24 m | Höhe (m)   |
| ----- | ---------------- | ---------------- | ------ | ------ | ------ | ------ | ------ | ------- | ------ | ---------- |
| 1     | Allan Lindberg   | Schweden         | ?      | ?      | –      | xo     | xxo CR | o CR/NR | xxx    | 4,17 CR/NR |
| 2     | Nikolai Osolin   | Sowjetunion      | ?      | ?      | ?      | xo     | o CR   | xxx     |        | 4,10       |
| 3     | Jan Bém          | Tschechoslowakei | ?      | ?      | –      | xo     | xo CR  | xxx     |        | 4,10       |
| 4     | Erling Kaas      | Norwegen         | ?      | ?      | –      | xxo    | xxo CR | xxx     |        | 4,10       |
| 5     | Hugo Olsson      | Schweden         | ?      | xo     | –      | xo     | xxx    |         |        | 4,00       |
| 6     | Georges Breitman | Frankreich       | ?      | ?      | ?o     | xxx    |        |         |        | 3,90       |
| 7     | Miroslav Krejcar | Tschechoslowakei | ?      | ?      | ?o     | xxx    |        |         |        | 3,90       |
| 8     | Helmer Petersen  | Dänemark         | ?      | ?      | ?o     | xxx    |        |         |        | 3,90       |
| 9     | Cor Lamorée      | Niederlande      | ?      | ?      | ?o     | xxx    |        |         |        | 3,90       |
| 10    | Zoltán Zsitvai   | Ungarn           | ?      | ?o     | xxx    |        |        |         |        | 3,80       |
| DNS   | Armin Scheurer   | Schweiz          |        |        |        |        |        |         |        |            |
| DNS   | Ferenc Kovács    | Ungarn           |        |        |        |        |        |         |        |            |
| DNS   | Claude Bouret    | Frankreich       |        |        |        |        |        |         |        |            |
| DNS   | Josef Haunzwickl | Österreich       |        |        |        |        |        |         |        |            |

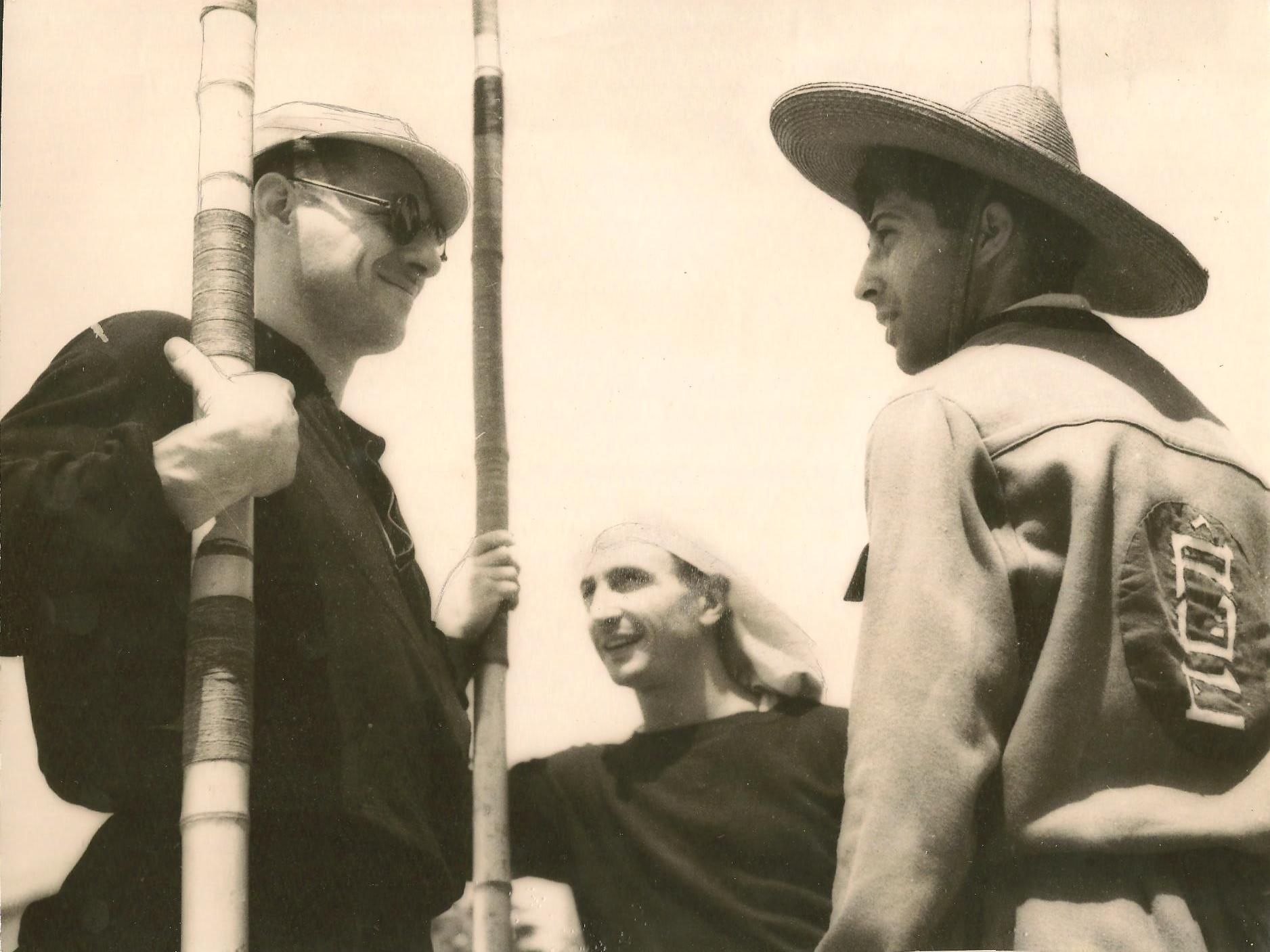
Der sechstplatzierte Georges Breitman
(Foto Mitte, bei den französischen Meisterschaften 1945)

Die entscheidende Phase des Wettkampfs begann, als die Höhe von vier Metern aufgelegt wurde. Vier Athleten, die zuvor 3,90 m übersprungen hatten, schieden mit jeweils drei Fehlversuchen aus. Fünf weitere Wettbewerber stiegen jetzt erst in die Konkurrenz ein. Der Schwede Allan Lindberg, Nikolai Osolin aus der Sowjetunion, Hugo Olsson (späterer Hugo Göllors), ein weiterer Schwede, und der Tschechoslowake Jan Bém benötigten jeweils zwei Sprünge für die neue Höhe. Der Norweger Erling Kaas zog mit seinem dritten und letzten Versuch nach. So waren noch fünf Springer im Wettbewerb, als es galt, die neue Meisterschaftsrekordhöhe von 4,10 m zu überqueren. Osolin gelang dies auf Anhieb, Bém war im zweiten Anlauf erfolgreich. Kaas und Lindberg blieben ebenfalls mit im Rennen, nachdem sie die Höhe mit ihrem jeweils dritten Versuch gemeistert hatten. Hugo Olsson riss die Latte dreimal und war damit Fünfter.
Nun wurden 4,17 m aufgelegt. Einzig Allan Lindberg übersprang diese Höhe und war damit Europameister. Seine Gegner dagegen liefen jeweils dreimal vergeblich an. Über die Reihenfolge von Rang zwei bis vier musste nun die Fehlversuchsregel entscheiden. Nikolai Osolin, der 4,10 m mit seinem ersten Sprung bewältigt hatte, gewann Silber, für Jan Bém gab es die Bronzemedaille. Auf den undankbaren vierten Platz kam Erling Kaas – er hatte drei Versuche für 4,10 m benötigt.
Lindberg versuchte sich anschließend dreimal vergeblich an 4,24 m, aber er hatte seine Goldmedaille ja bereits vorher sicher.

## Video
- NORWAY: ATHLETICS: Third day of the European Games (1946), Bereich: 0:43 min bis 0:51 min, youtube.com (englisch), abgerufen am 22. Juni 2022